# Nivio Sanchini
Nivio Sanchini (Teramo, 25 giugno 1936 – Pesaro, 5 maggio 2011) è stato un commediografo, regista e attore italiano.

## Biografia
Figlio di un'attrice professionista di teatro, Anna Giampaoli, e di un giornalista politico, Giobbe Sanchini (fondatore della "Frusta"), Nivio Sanchini ha iniziato la sua carriera come attore, ruolo che ha ricoperto anche successivamente di tanto in tanto, poiché fin da giovane ha sviluppato l'attività di regista, scrittore e drammaturgo.
È il fondatore del Teatro Club Rigorista e della "Scuola Rigorista".
Ha scritto più di 150 testi per adulti.
Ha inoltre svolto l'attività giornalistica dirigendo numerosi periodici di politica culturale, tra i quali: "Società d'Oggi" e "La Nuova Frusta". Ha  diretto "Utopia dello spettacolo", rivista bilingue italiana e francese, ed è il Direttore Editoriale del settimanale diffuso nella provincia di Pesaro e Urbino "Opinioni".
È stato tra i fondatori e dirigente dell'UNAT Cooperative (AGIS) per più di 10 anni; è stato Responsabile Regionale delle Marche dell'Agis Cooperative.
Ideatore del Giro Teatrale d'Europa, ha partecipato a 10 edizioni dello stesso, toccando, ripetutamente, 18 nazioni con i suoi spettacoli, recitando anche in lingua francese, inglese, tedesca e greco antico, con lo spettacolo "Angeli Azzurri"..
La sua attività si è sempre divisa tra Pesaro, Roma (per 22 anni) e Parigi (18 anni).
A Parigi ha coordinato un laboratorio teatrale con i Gitani di Saint-Denis, dove ha realizzato uno spettacolo sulla storia degli zingari, che ha per titolo: “N'avlom ke tumende o maro te mangei. Avlom ke tumende kam man pativ, te den upre roma!", (Non sono venuto da te a mendicare il pane, sono venuto da te per avere rispetto!). 
Nivio Sanchini è passato poi al coordinamento di alcuni Conservatori Musicali di Parigi.
Ha partecipato nel 2003 al Festival di Avignone[ con 4 spettacoli da lui scritti e diretti: La Belle Otero, Françoise Spira, Ciao Pinocchio (da Collodi), Scandale.
Ha diretto l'"Espace Pirandello” di Parigi.
È stato impegnato per due anni sul progetto italo-francese contro il Bullismo, patrocinato dal Ministero della Pubblica Istruzione, dall'Ufficio Scolastico Regionale delle Marche e dell'Emilia-Romagna, con lo spettacolo: "Do you know: Bulli e Pupi?".
Ha rappresentato uno spettacolo di prosa teatrale in dialetto pesarese, "El barbir de Pesre".
Aderente al Partito Socialista Italiano, è stato segretario della federazione del PSI fra gli italiani in Francia.
È scomparso improvvisamente nel 2011 all'età di 74 anni.